# Allan Hawco
Allan Hawco (Bell Island (Newfoundland en Labrador), 28 juli 1977) is een Canadese acteur die bekend is van zijn rollen in Tom Clancy's Jack Ryan, Republic of Doyle en The Book of Negroes. Hij heeft in 2009 het productiebedrijf Take the Shot Productions Inc. opgericht dat verantwoordelijk is voor onder andere Frontier en Caught.

## Privé leven
Hawco werd geboren op Bell Island, Newfoundland en Labrador. Hij was de jongste van vier kinderen, zijn vader Michael werkte op de Bell Island veerboot en zijn moeder was een lerares op een basisschool en een voormalige non. Hij heeft bedrijfskunde gestudeerd aan de Memorial University of Newfoundland maar besloot daarmee te stoppen om naar de National Theatre School of Canada te gaan. Hawco trouwde in 2012 met CBC-verslaggever en presentator van CBC News: Here and Now Late Night Carolyn Stokes.

## Carrière
Enkele van Hawco's eerdere filmrollen omvatten Canadese producties zoals Making Love in Saint Pierre, Above and Beyond en Love and Savagery waarvan de laatste hem een ACTRA-nominatie opleverde voor Outstanding Male Performance. Zijn carrière begon pas echt met de lancering van zijn eigen televisieserie Republic of Doyle dat in 2010 in première ging. Allan Hawco is de mede-bedenker met Perry Chafe en Malcolm MacRury, uitvoerend producent, hoofdrolspeler, hoofdschrijver en de showrunner. De show is tijdens syndicatie aan meer dan 90 landen verkocht en heeft meer dan een miljoen kijkers per week onderhouden op CBC Television in Canada.
In 2016 produceerde Allan Hawco met zijn eigen productiemaatschappij Take the Shot Productions Inc. de Netflix-serie Frontier, met Jason Momoa in de hoofdrol. Hij was zelf ook een van de hoofdrolspelers in de serie. In 2018 was Hawco uitvoerend producent, schrijver/showrunner en speelde hij in de CBC-verfilming van de roman Caught van Lisa Moore. De serie ontving een aantal Canadian Screen Awards-nominaties, waaronder die voor beste serie en een erkenning voor beste acteur voor Hawco. Andere scenarioschrijvers van Caught zijn Perry Chafe, John Kirzanc, Julia Cohan en Adriana Maggs.

## Prijzen en nominaties
| Jaar | Prijs                                       | Categorie | Productie             | Resultaat   | Bron      |
| ---- | ------------------------------------------- | --- | --------------------- | ----------- | --------- |
| 2005 | Birdland Young Actor Award                  | | A Whistle in the Dark | Gewonnen    | [ bron? ] |
| 2010 | ACTRA Awards                                | Outstanding Male Performance                                                                                      | Love & Savagery       | Genomineerd | [ 8 ]     |
| 2010 | Gemini Awards                               | Best Dramatic Series                                                                                              | Republic of Doyle     | Genomineerd | [ 9 ]     |
| 2010 | Gemini Awards                               | Best Performance by an Actor in a Continuing Leading Dramatic Role                                                | Republic of Doyle     | Genomineerd | [ 9 ]     |
| 2011 | Gascon Thomas Award-National Theatre School | Achievement Award gegeven door de National Theatre School voor “uitzonderlijke bijdrage aan de groei van theater” |                       | Gewonnen    | [ 10 ]    |
| 2011 | Outstanding Achievement Award               | Playback’s Canadian Film and Television Hall of Fame                                                              |                       | Gewonnen    | [ 11 ]    |
| 2019 | Canadian Screen Awards                      | Limited Series or Program                                                                                         | Caught                | Genomineerd | [ 12 ]    |
| 2019 | Canadian Screen Awards                      | Lead actor, drama program or limited series                                                                       | Caught                | Genomineerd | [ 12 ]    |

- Gemeinsame Normdatei: 1073140954
- International Standard Name Identifier: 0000 0004 4880 717X
- Library of Congress Control Number: no2015055622
- Virtual International Authority File: 315944437
- WorldCat: E39PBJhMphRxgyKy8tVJgXR9Xd